# Goodyear (Luftschiff)

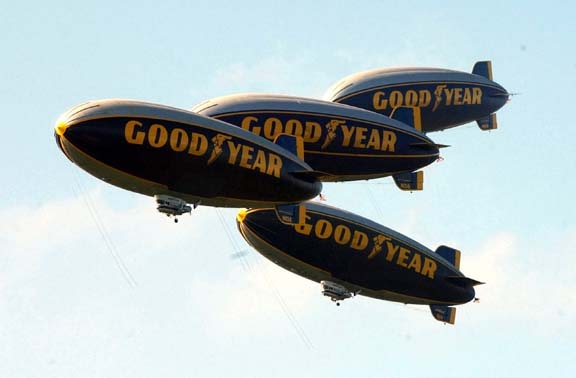
Vier Goodyear-Blimps

Goodyear ist ein traditionsreiches Unternehmen im Luftschiffbau und -betrieb. Der Betrieb kann dabei auf eine ununterbrochene Geschichte der Luftschifffertigung, unter anderem in Zusammenarbeit mit Zeppelin, zurückblicken und hatte im Prallluftschiffbau eine ähnliche Bedeutung wie Zeppelin im Starrluftschiffbau. Nach eigenen Angaben fertigte die Firma von 1917 bis 1995 mehr als 347 Luftschiffe, 239 davon auf der Wingfoot-Lake-Luftschiffbasis.

## Geschichte

### Anfänge
Die „Goodyear Tire and Rubber Company“ wurde 1898 von Frank Seiberling gegründet und nach Charles Goodyear, dem Erfinder vulkanisierten Gummis, benannt.
Die Firma Goodyear baute den ersten Ballon 1912. Im gleichen Jahr fertigte es auch die Hülle für das Luftschiff Akron, das jedoch wenig später fünf Männer in den Tod reißen sollte. Im folgenden Jahr begann Goodyears lange Geschichte in Ballonbau und -fahrt. 1916 kaufte Goodyear etwas Land südöstlich von Akron, um es als Produktionsstätte und Flugfeld zu nutzen. Der Bau von US-Militärluftschiffen begann 1917, als die US-Marine 16 Prallluftschiffe des Typs B bestellte. Neun davon baute Goodyear, fünf Goodrich und zwei wurden von Connecticut Aircraft gebaut.
Ein berühmter Angestellter zu Beginn der 1920er Jahre war der US-amerikanische Luftschiffpionier Thomas Scott Baldwin.
Als Urahn aller modernen Prallluftschiffe gilt der zivile Blimp „Pilgrim“, der 1925 gebaut wurde. Er hatte ein Volumen von 1560 m³ und einen Sternmotor im Gondelheck. Die Gondel war direkt am Rumpf angebracht. Mit „Pilgrim“ wurden 4765 Fahrten durchgeführt, dann wurde sie in das Smithsonian-Museum überstellt.

### Goodyear-Zeppelin Corporation
Im Jahr 1924 wurde mit der deutschen Luftschiffbau Zeppelin GmbH das Gemeinschaftsunternehmen Goodyear-Zeppelin Corporation gegründet, an dem Goodyear zu zwei Dritteln beteiligt war. Bei Gründung der Gesellschaft wurden alle Luftschiffpatente der Firma Zeppelin an das neu gegründete Joint Venture übertragen.
Bis 1941 hatte Goodyear eine Flotte von elf zivilen Prallluftschiffen aufgebaut. Sie wiesen Hüllenvolumen von bis zu 5200 m³ auf und konnten sechs bis zehn Passagiere befördern. Zwischen 1925 und 1941 beförderten diese Schiffe bei 151.800 Fahrten in 93.000 Fahrtstunden auf einer Strecke von 6,75 Millionen Kilometern unfallfrei 405.500 Passagiere. Sie dienten auch der Flugausbildung, Materialtests oder der Erarbeitung von Abläufen des Flugbetriebes. Die Luftschiffe besuchten viele Städte und verfügten bereits über sich bewegende Leuchtwerbung am Rumpf. Sie überwachten den Verkehr, halfen Fischern und wurden bei Waldbränden und Überschwemmungen eingesetzt.
1928 erhielt die Goodyear-Zeppelin Co. den Auftrag für den Bau von zwei Großluftschiffen, der USS Akron und USS Macon, im Wert von acht Millionen Dollar.

### Nach dem Zweiten Weltkrieg
Mitte der 1940er Jahre protegierte das Unternehmen ein Transkontinental-Luftschiffprojekt. Neben einer Luxusversion für 112 und einer regulären Version für 288 Passagiere wurde auch eine Version als Transportluftschiff angedacht, welche innerhalb des Luftschiffdecks bis zu 90 Tonnen Fracht transportieren sollte. Im Jahr 1947 wirkte gar Hugo Eckener als Berater sieben Monate für dieses Projekt mit. Die Idee kam durch ein Mangel an staatlicher Förderung jedoch über die Konzeptionsphase nie hinaus.
Auch nach dem Zweiten Weltkrieg fertigte Goodyear weiter Militärluftschiffe für die US-Marine. Goodyear baute unter anderem das weltgrößte Prallluftschiff ZPG-3W. Ein Luftschiff dieses Typs, von dem insgesamt vier gebaut wurden, war das letzte militärische Luftschiff, das Goodyear am 4. April 1960 nach Lakehurst auslieferte.
Danach wurden nur noch zivile Luftschiffe gebaut, die als „Goodyear-Blimps“ bekannt geworden sind. Kein anderes Luftschiff ist so eng mit der Bezeichnung „Blimp“ verbunden. Diese kleinen Werbeluftschiffe waren Gast in diversen Filmen und sind häufig bei Großveranstaltungen zu sehen, wo sie auch die Funktion von Relaisstationen und Kameraplattform für Rundfunkübertragungen innehaben. Goodyear betrieb nach dem Zweiten Weltkrieg bis zu acht Luftschiffe gleichzeitig.
Im Mai 1959 machte das Unternehmen von sich reden, indem eine Studie eines mit Atomkraft betriebenen Prallluftschiffs vorgestellt wurde, welches eine hohe Reichweite aufweisen sollte und vornehmlich für Überwachungszwecke hätte eingesetzt werden können. Eine zweistöckige Luftschiffgondel wäre am Bug befestigt worden, der Atomreaktor hingegen in der Mitte des Schiffs. Die Studie wurde jedoch nicht weiter verfolgt und das Luftschiff daher nicht realisiert.

### Verkauf der Luftschifffertigung
Die „Goodyear Aerospace Corporation“ wurde 1987 an Loral (Loral Defence Systems Inc.) und Anfang der 1990er-Jahre inklusive der Typenzertifikate für die GZ-20- und GZ-22-Luftschiffe an Lockheed Martin verkauft. Die vorhandenen Goodyear-Luftschiffe werden von der Goodyear Tire & Rubber Company weiter gewartet und von Zeit zu Zeit aufgearbeitet. Es werden jedoch keine neuen Schiffe mehr gebaut.
2005 waren in Nordamerika drei Goodyear-Blimps vom Typ GZ-20 stationiert, die „Stars and Stripes“, getauft am 18. Juni 1998, die „Spirit of America“ (Typ: GZ-20A) wurde am 5. September 2002 in Akron, Ohio getauft und die „Spirit of Goodyear“ (Typ GZ-20A-N3A), wurde am 15. März 2000 getauft.

### Kauf von Zeppelin NT-Luftschiffen

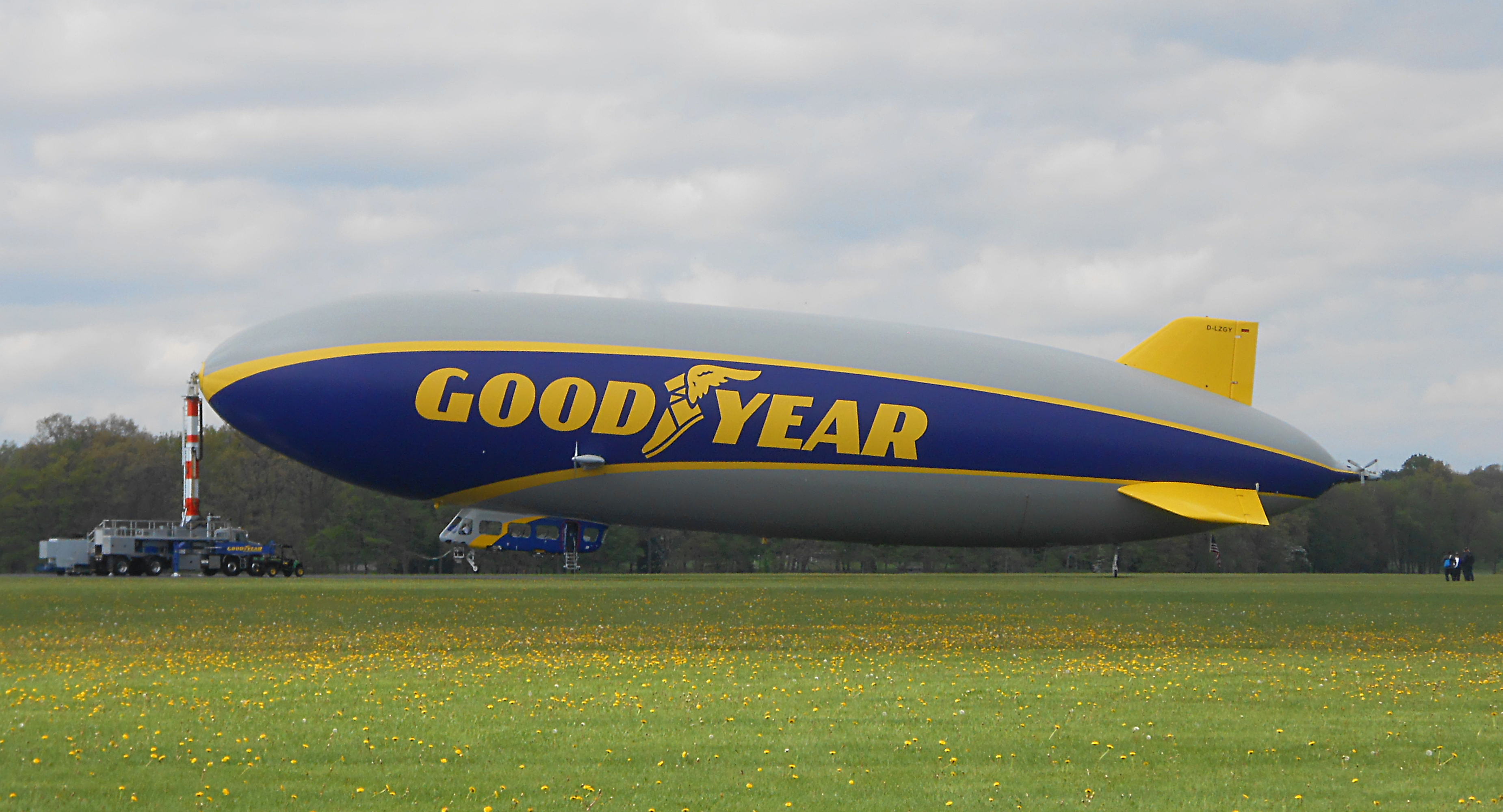
Der Zeppelin NT Wingfoot One, kurz vor der Taufe

Anfang 2011 gab Zeppelin bekannt, dass Goodyear drei Zeppelin NT bestellt habe, die die Werbeluftschiffflotte von Goodyear wieder verstärken und ältere Luftschiffe ersetzen sollen. Damit wurde auch eine lange Tradition der Zusammenarbeit zwischen Zeppelin und Goodyear wiederbelebt. Der erste Zeppelin Wingfoot One machte seinen Jungfernflug am 17. März 2014. Er ersetzt an der Wingfoot-Lake-Luftschiffbasis den Goodyear-Blimp Spirit of Goodyear vom Typ GZ-20A, der im Oktober 2013 seinen Dienst beendete.
Wingfoot Two wurde am 8. April 2016 im Wingfoot-Lage-Hangar der Öffentlichkeit vorgestellt.

## Luftschiffflotte

### Goodyear-Blimps

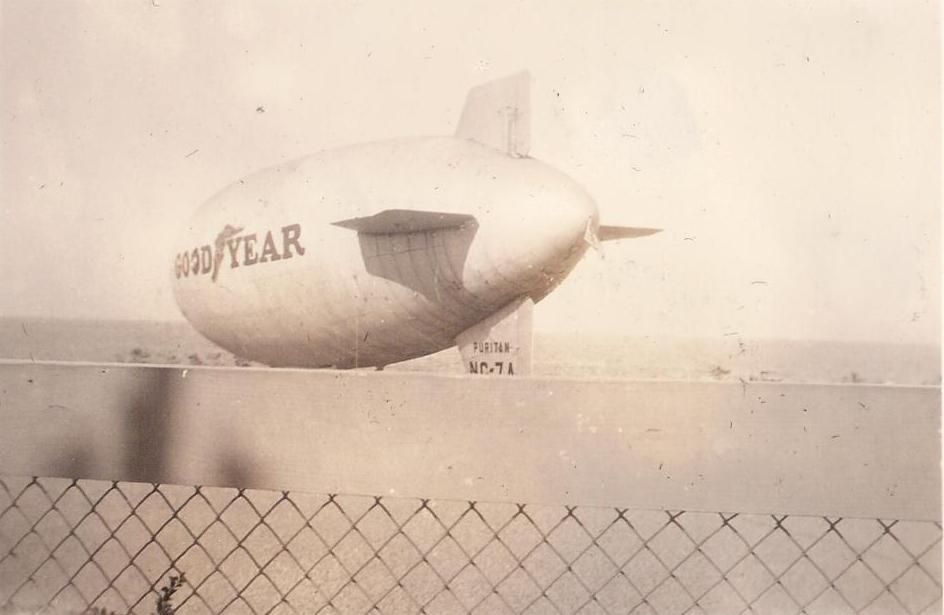
Die „Puritan“ 1933

Goodyear-Blimp N2A Europe 1972

N3A „Stars & Stripes“ 1995

Die folgende Auflistung enthält eine unvollständige Auflistung von Luftschiffen, die zivil genutzt wurden und werden. Teilweise wurden auch Blimps an das Militär abgegeben oder zurückerhalten. Durch Umbauten und Weiterverwendungen von Gondeln und Hüllen an anderen gleichartigen Luftschiffen ist die Historie der Namensvergabe deren Kontinuität nicht immer vollständig nachvollziehbar oder auch in den Quellen widersprechend. Hinzu kommt, dass die Luftschiffe teilweise auch abhängig von ihrem Einsatzort umbenannt wurden. Für Militärluftschiffe siehe: US-Militärluftschiff.
- Die „Wingfoot Air Express“ geriet bei ihrer dritten Fahrt über Chicago in Brand. Vier der fünf Personen an Bord trugen Fallschirme, drei überlebten den Absprung. Die Kraftstofftanks fielen brennend auf eine Bank mit 150 Angestellten. Insgesamt 11 Tote und 28 Verletzte.[10]
- Goodyear Pony Blimp 1920–1923; Länge: 95 Fuß, Antrieb durch einen Ford-Modell-„T“-Motor. Motor, Pilot und bis zu zwei Passagiere waren in einer offenen, unter der Hülle aufgehängten, Gondel untergebracht.[11][12] Traggas: Wasserstoff[13]. Der Begriff Pony Blimp taucht auch im Zusammenhang mit weiteren kleinen Luftschiffen dieser Zeit auf.
- „Pilgrim“ 1925–1931,  erster Goodyear-Werbe-Blimp; erstes kommerzielles heliumgefüllte Luftschiff
- „Puritan“ 1928; zweiter Goodyear-Werbe-Blimp; erstes Luftschiff der Goodyear Zeppelin Corporation[14][15]
- „Volunteer“ NC-8A Jungfernfahrt: 27. April 1929; 128 Fuß lang, D=36 Fuß, Volumen 86.000 cft helium. bis Ende 1929; danach Umbau mit größerer Hülle und stärkererem Motor; später weiterer Umbauten und Hüllenänderungen.[16]
- „Resolute“ 1929, ab 1942 mit der US-Marine-Bezeichnung L-4
- „Enterprise“ Trainingluftschiff zur Zeit des Zweiten Weltkriegs bei der US-Marine, dort L-Klasse: L-5
- „Defender“ 1929, ab 5. Oktober 1935 verkauft an die US-Marine; dort mit der Bezeichnung G-1; am 8. Juni 1942 bei einer Kollision mit L-1 verlorengegangen.[17]
- „Reliance“ Trainingluftschiff zur Zeit des Zweiten Weltkriegs bei der US-Marine, dort L-Klasse: L-5
- „Rainbow“ Trainingluftschiff zur Zeit des Zweiten Weltkriegs bei der US-Marine, dort L-Klasse: wahrscheinlich L-7
- „Ranger“ (NC-10A); verkauft an die US-Marine am 1. Februar 1941, dort L-Klasse: L-2[18]
- „Neponset“
- „Vigilant“
- Mayflower
  - „Mayflower“, getauft: 22. Mai 1929 von Frau Arnstein, Frau von Karl Arnstein nach einer Yacht aus dem Americas Cup. Am 4. November 1930 nahmen die Goodyear-Blimps Pilgrim, Neponset, Vigilant, Mayflower, Defender und Puritan an einer Luftschiffparade teil.
  - „Mayflower IV“, Hüllennummer D-219; fertiggestellt am 24. Mai 1948; Die Hülle stammte von L-8[18]
  - „Mayflower II“ 1960; 132.500 cft[19]
  - „Mayflower“ (neues Schiff von 1963, Bild 1973 mit Kennung N1A, typ GZ-19A)
  - „Mayflower“ (Schiff bei Dreharbeiten zu „Help“ auf den Bahamas vom Februar 1965 mit Kennung N4A)[20]
- „America“ (N10A) Jungfernfahrt: 25. April 1969; getauft am 23. September 1969 von Mrs. Charles Hooks, Jr. of Houston; Hülle Nr. D-640 mit 202.700 cft; Gondel von L-8 umgebaut zum GZ-20 Standard; fuhr bis Ende 1973; danach wurde eine neue Hülle (D-643) montiert und der Flugbetrieb bis Mitte 1982 fortgesetzt. Danach wurde das Schiff abgerüstet und durch N3A"America ersetzt.[18]
- „Columbia“ 1968–1992 (N4A), seit dem 25. Jan 1968, stationiert in der Goodyear Luftschiffbasis in Carson/Kalifornien.[21]
- „Eagle“ 1992–2002, stationiert in Carson/Kalifornien; Die Eagle löste die „Columbia“ ab und wurde selbst von der „Spirit of America“ abgelöst.[21]
- „Stars & Stripes“ (N3A), wurde 1998 der gleichnamigen „Stars & Stripes“ mit der Kennung N1A ersetzt
- „Spirit of Akron“ (N4A), Typ GZ-22, Erstflug 1987, letztes von Goodyear gebautes Luftschiff, am 22. Oktober 1999 irreparabel beschädigt und dann durch die „Spirit of Goodyear“ ersetzt.
- „Stars and Stripes“, getauft am 18. Juni 1998, (N1A) Typ GZ-20A stationiert in Pompano Beach, Florida ersetzte damals das gleichnamige und technisch fast identisches Schiff mit der Bezeichnung N3A. Die Maße betrugen 192 ft lang, 50 ft breite und 59,5 ft hoch[22]. Die „Stars & Stripes“ verunglückte am 16. Juni 2005 um 18:42 Uhr (Eastern daylight time) in Coral Springs/Florida in einem schweren Gewitter. Nachdem das Wetter für die Landung zu schlecht war und das Gewitter den Zielflugplatz Pompano Beach Airpark erreicht hatte, auf dem das Schiff um 15:30 Uhr auch gestartet war, wollte der Pilot dem Unwetter ausweichen. Dies gelang jedoch nicht. Das Schiff geriet in dem schweren Gewitter außer Kontrolle und musste in einem Gewerbegebiet notlanden. Dabei unterbrach es auch einige Stromleitungen, was zu einem Stromausfall für rund 1400 Einwohner führte. Die beiden Insassen wurde nicht verletzt, das Luftschiff jedoch beschädigt. Nach der Notlandung wurde sofort das Helium aus der Hülle abgelassen.
- „Spirit of America“ (Typ: GZ-20A) wurde am 5. September 2002 in Akron, Ohio getauft. Taufpatin war Letitia Driscoll, Mutter des NYPD-Officer Stephen Driscoll, der beim Einsturz des World Trade Center am 11. September 2001 umkam. Das Schiff wird von Carson (Kalifornien) aus zwischen Long Beach und Downtown Los Angeles eingesetzt. Die „Spirit of America“ löste die „Eagle“ ab, die zuvor am gleichen Ort stationiert war. In der Nacht vom 3. Dezember 2003 landete das Luftschiff in einer Baumschule , während es versuchte zu Landen. Die beiden Besatzungsmitglieder kamen mit leichten Blessuren davon, jedoch waren ie Beschädigungen so schwer, dass das Luftschiff erst 10 Monate später im Oktober 2004 zur Carson-Basis zurückkehren konnte.[21][23]
- „Spirit of Goodyear“ (Typ GZ-20A-N3A), wurde am 15. März 2000 von Amerikas erster Astronautin Sally Ride getauft. Sie ist auf der Goodyear’s Wingfoot Lake Airship Facility in Suffield Township, Ohio stationiert.

### ABC-Blimps im Auftrag von Goodyear

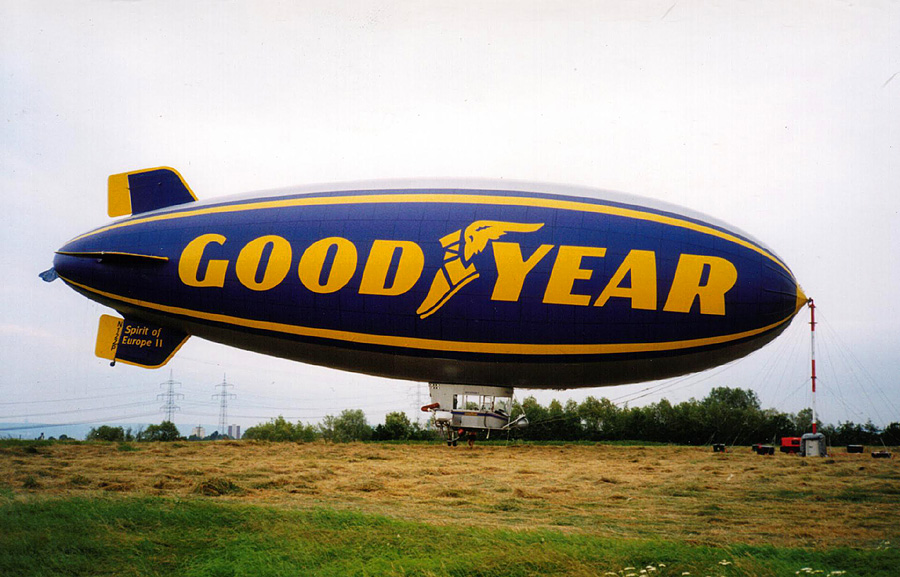
Spirit of Europe II

Weiterhin setzte Goodyear drei Luftschiffe vom Typ ABC A-60+ ein, die von der American Blimp Corporation gebaut wurden und von The Lightship Group betrieben werden. (Stand 2001)
- „Spirit of Europe 1“ (N2017A, No03) in Europa (verunglückt am 12. Juni 2011 in Deutschland)
- „Spirit of Europe 2“ (N12ZP, No12) in Europa
- „Spirit of the Americas“ (N604LG, No14) in Südamerika

Goodyear bietet kommerziell keine Rundfahrten an. Mitfahrgelegenheiten werden in der Regel an Werbekunden sowie Presse und Medien vergeben, die dann über deren Besetzung entscheiden.

### Zeppelin-NT-Luftschiffe (ab 2014)
- Wingfoot One (2014)
- Wingfoot Two (2016)
- Wingfoot Three (2018)[24]

## Technische Daten der Goodyear-Typen

### GZ-20A

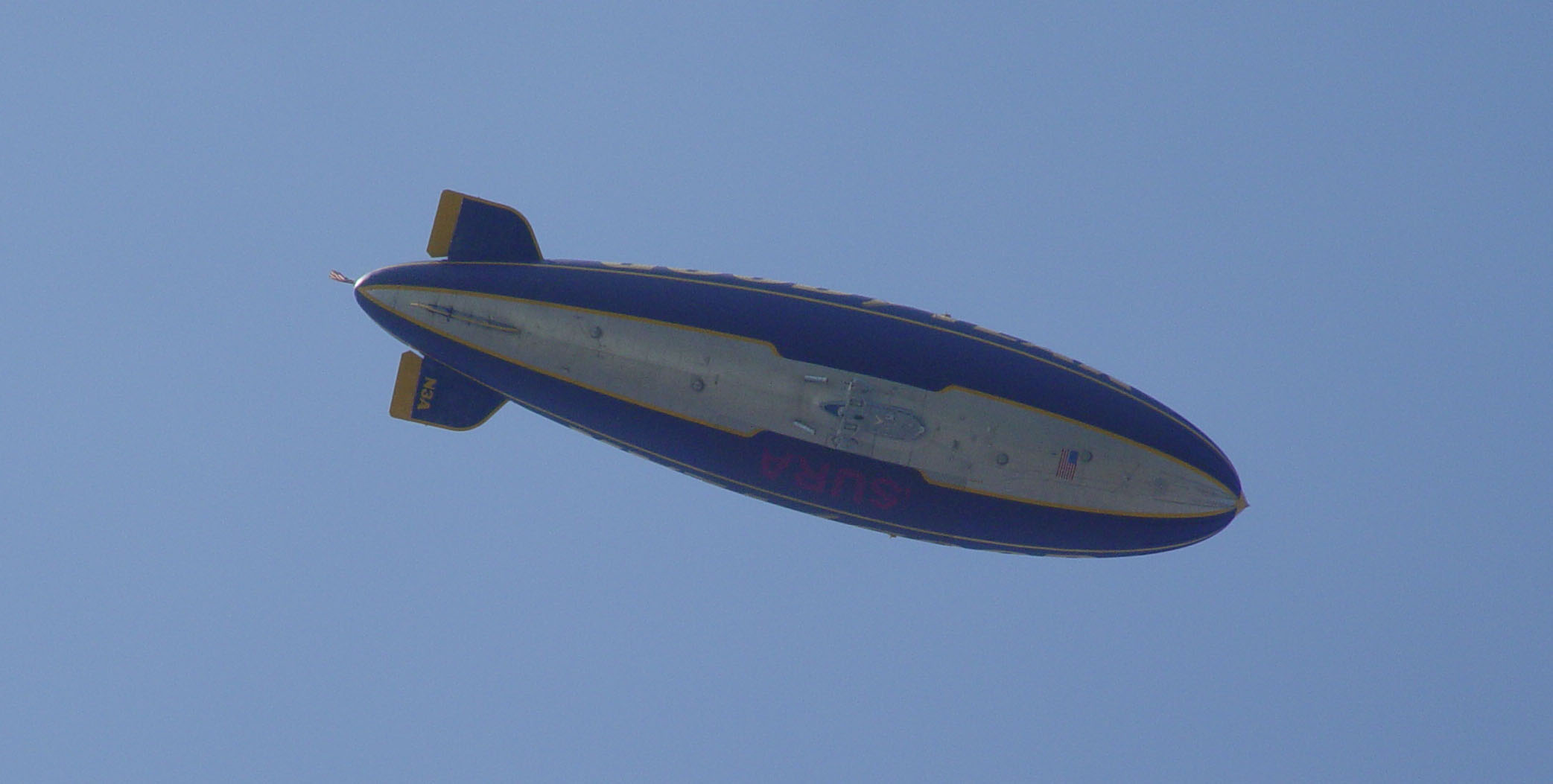
Goodyear-Luftschiff von unten

GZ steht für „Goodyear Zeppelin“. Der GZ-20-Typ basiert auf dem K-Typ, der bereits im Zweiten Weltkrieg für die US-Marine gebaut wurde.
- Länge: 58,52 m (192 ft)
- Breite: 15,24 m (50 ft)
- Höhe: 17,98 m (59,5 ft)
- Volumen: 5740 Kubikmeter (202.700 cft)
- Maximale Startmasse 5824 kg (12.840 pounds)
- Höchstgeschwindigkeit: 80 km/h (50 mph)
- Reisegeschwindigkeit 48 km/h (30 mph)
- Motoren: 2 × 155 kW (210 PS) luftgekühlte Kolbenmotoren mit Einspritzung
- Propeller: Zweiblattpropeller, nicht verstellbar, Durchmesser: 1,98 m
- Passagiere: 6 + Pilot
- Flughöhe 300–1000 m (3000 m Gipfelhöhe)
- Kabine: Aluminium-Schweißkonstruktion mit einer Länge von 6,93 m und fest installiertem Fahrwerk
- Leiterwerk: Polyestergewebe auf Aluminium- und Stahlgerippe in „+“ Konfiguration
- Hülle: zweilagig, Neopren-impägniertes Polyestergewebe
- Leuchtwerbetafel: über 165.000 LEDs mit mehr als 256 Farben

### GZ-22
Die „Spirit of Akron“ (N4A) war das einzige Luftschiff vom Typ GZ-22. der Erstflug fand 1987 statt, das Typenzertifikat wurde am 31. August 1989 ausgestellt. Sie wurde am 28. Oktober 1999 beschädigt, als das Schiff nach Traggasverlust in einer Baumgruppe landete. Danach wurde sie durch die „Spirit of Goodyear“ ersetzt. Bis heute (Stand 2016) ist es das einzige mit Gasturbinentriebwerken (Turboprop) ausgestattete Luftschiff.

## Unfälle

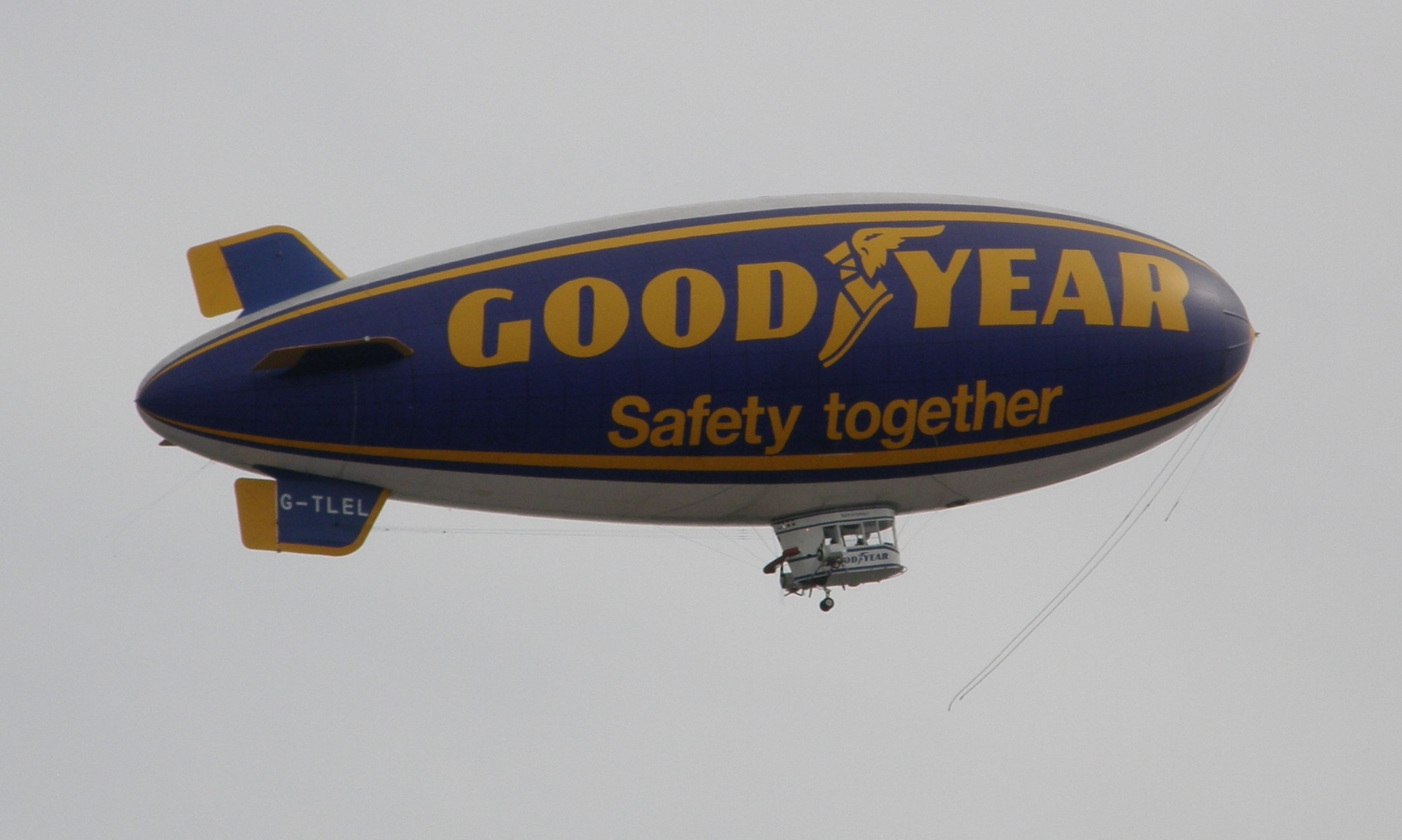
Die „Spirit of Safety“ am Tag des Unglücks über Oberursel

Ein schwerer Unfall ereignete sich am Abend des 12. Juni 2011 bei Reichelsheim in der Wetterau (Hessen). Dabei wurde das Goodyear-Prallluftschiff „Spirit of Safety I“ vom Typ ABC A-60+ vollständig zerstört und der Pilot kam ums Leben.
Das Luftschiff mit der Zulassung G-TLEL wurde vom britischen Unternehmen The Lightship Group betrieben und für Werbezwecke und Rundflüge gewerblich genutzt. Sein Einsatz im Sommer 2011 war Teil einer Verkehrssicherheitskampagne von Goodyear, der Deutschen Verkehrswacht (DVW) und des Automobilclub von Deutschland. Am Unglückstag startete die „Spirit of Safety“ gegen 18.08 Uhr  vom Flugplatz Reichelsheim zu einem Rundflug über dem Gelände des Hessentags im nahegelegenen Oberursel. An Bord waren neben dem 52-jährigen australischen Piloten drei Journalisten, die Luftaufnahmen machen wollten.
Nach dem Rückflug kam es beim Versuch der Landung gegen 20.15 Uhr zu einer harten Bodenberührung, bei der das Fahrwerk brach und die Kraftstoffanlage beschädigt wurde. Benzin trat aus und entzündete sich. Die drei Passagiere konnten das brennende Luftschiff noch rechtzeitig verlassen. Dem Piloten gelang dies jedoch nicht mehr, da das Luftschiff wegen des nun erheblich verminderten Gewichts rasch wieder aufstieg. Die Bodenmannschaft versuchte zwar noch, die Haltetaue zu erreichen, kam aber zu spät. Nach etwa 5 Minuten stürzte es schließlich auf eine nahe Wiese und brannte vollständig aus. Der Pilot konnte nur noch tot aus den Trümmern geborgen werden. Die drei Passagiere erlitten einen Schock, blieben ansonsten aber unverletzt. Ursache der Bruchlandung war vermutlich Überladung.